# Étienne Boileau
Étienne Boileau (* um 1200; † 1270) amtierte von 1261 bis zu seinem Tod als königlicher Vogt (Prévôt) von Paris (Garde de la prévôté et vicomté de Paris). Er entstammte einer adeligen Familie aus dem Orléanais.

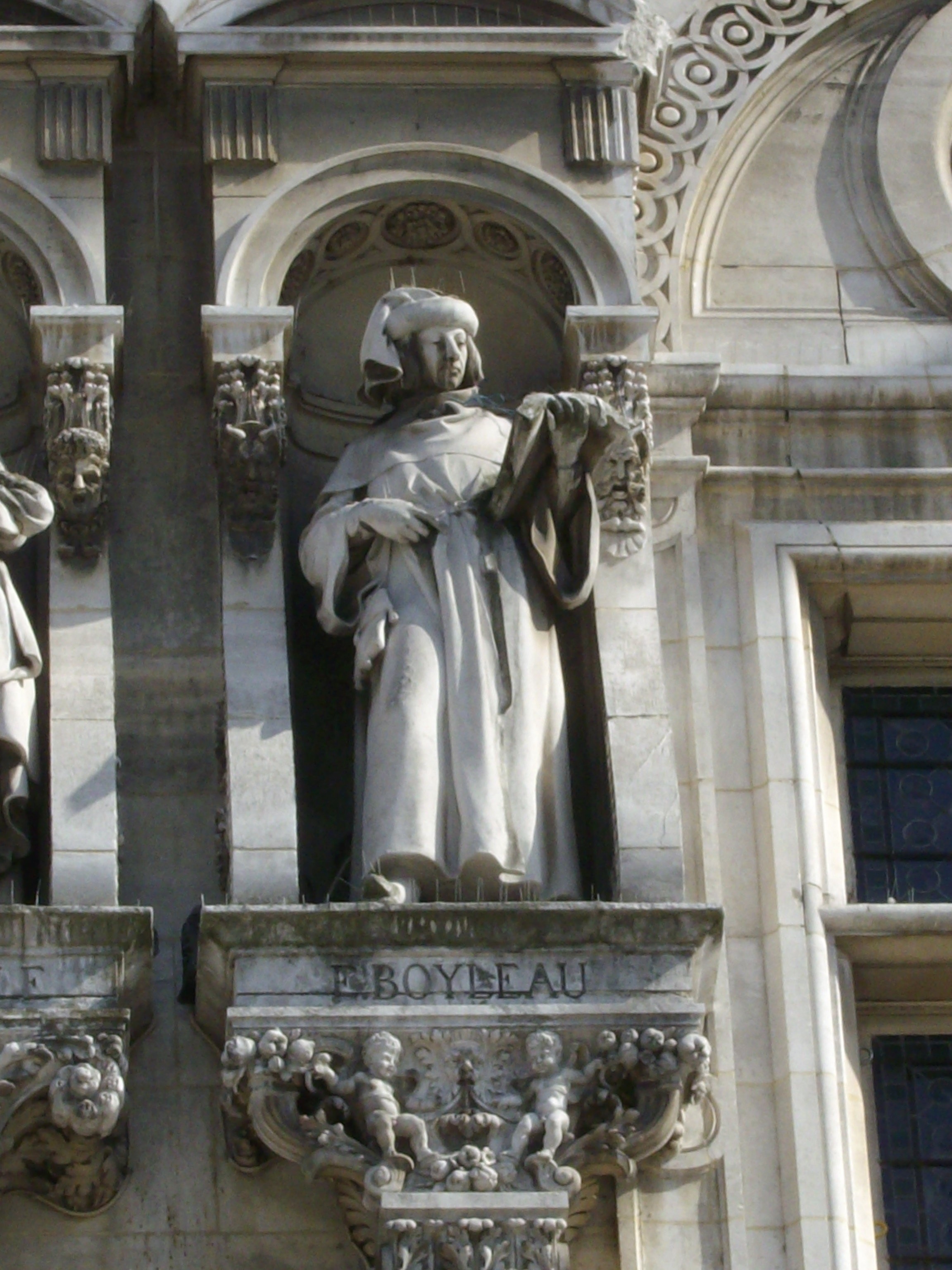
Statue von Étienne Boileau an der Fassade des Hôtel de Ville von Paris

## Prévôt von Paris
Mit dem Namen Étienne Boileau ist aufs engste die Reform der Vogtei von Paris (Prévôté de Paris) im Jahr 1261 durch König Ludwig IX. dem Heiligen verbunden. Paris war, obwohl seit dem 12. Jahrhundert Residenz, bis zur Mitte des 13. Jahrhunderts eine nur schlecht verwaltete Stadt. Zwar existierte bereits das Amt einer Prévôté, die sich über die Stadt und die im Umland befindenden Burgvogteien der Vizegrafschaft Paris erstreckte, deren Befugnisse waren aber nicht klar umrissen. Vor allem aber war das Amt des Prévôt zur Pacht gegeben, das heißt: Nur wer über ausreichend Vermögen verfügte, konnte dieses Amt erlangen. Der Ämterkauf brachte Korruption und Amtsmissbrauch mit sich. Die Rechtsunsicherheit führte in der Mitte des 13. Jahrhunderts erstmals seit Generationen zu einem Rückgang der Einwohnerzahl  der Stadt.
1261 verbot  König Ludwig IX. die Käuflichkeit der Prévôté und nahm dieses Amt in königlichen Sold. Er setzte Boileau darin ein, der sich beim König bereits als unbestechlicher Prévôt von Orléans, wo er seit 1259 amtierte, einen Namen gemacht hatte. Der Prévôt von Paris erhielt fortan einen Sonderstatus, indem seine Befugnisse um die eines Bailli (entspricht etwa dem eines Polizeipräfekten) erweitert wurden. Ihm oblagen nun die Rechtsprechung, der Einzug der Steuern, die Überwachung der Zünfte und der Schutz der Privilegien der Universität. Weiterhin wurde ihm die Militär- und Finanzverwaltung der Stadt unterstellt. Mit der bereits 1254 durch den König geschaffenen königlichen Wache verfügte er über eine Polizeieinheit, die größere Befugnisse besaß als die Bürgerwache. Der Zuständigkeitsbereich des königlichen Prévôts entsprach auch weiterhin dem Gebiet der Vizegrafschaft Paris; sie endete lediglich an den Vierteln und den zugewiesenen Plätzen der Pariser Flusshändlergilde, welche mit dem frei gewählten Prévôt des marchands einen eigenen Vorsteher besaß. Diesem gegenüber befand sich der königliche Prévôt aber in einer höheren Position, weil er vom Prévôt des marchands gefasste Beschlüsse zurücknehmen konnte. Mit dem Grand Châtelet erhielt der königliche Prévôt zudem einen festen Amtssitz zugewiesen, direkt gegenüber dem Palais de la Cité gelegen.
Die Chronisten Nangis und Joinville berichteten einhellig von einem schlagartig einsetzenden wirtschaftlichen Aufschwung und der Verbesserung der öffentlichen Ordnung in Paris, seit Boileau dort das Regiment übernommen habe.

## Das Buch der Zünfte
Einen großen Einfluss hatte auch die durch Boileau um 1268 erstmals vorgenommene schriftliche Fixierung der Statuten und Gewohnheitsrechte von insgesamt 101 aufgelisteten Pariser Gewerben. Mit dieser Ordnung  der Gewerksinnungen von Paris (Établissement des métiers de Paris) wurden fast alle Berufe der Stadt erfasst. Des Weiteren sind darin alle Rechte und Pflichten der Zünfte gegenüber den Stadtherren enthalten. Festgehalten wurden sie im ersten Teil eines zweibändigen Buches, dessen Titel Livre des métiers („Buch der Zünfte“) heute für das Gesamtwerk gebraucht wird. Der zweite, von Historikern weniger beachtete, Teil hatte den Titel Droitures et coutumes („Rechte und Gebräuche“) und erfüllte die Funktionen einer Polizeiverordnung sowie einer Steuerliste. Denn darin hatte Boileau die verschiedenen Abgaben, die alle Bürger von Paris an die Krone abzuführen hatten, aufgeführt. Diese Abgaben wurden unterschieden in Zivilsteuern (Kopfsteuer, Abwassergebühren und Brückengelder) und handelsspezifische Steuern (Waren- und Marktzölle).
Das Livre des métiers gilt bis heute als die wichtigste Quelle über das Wirtschaftsleben des Paris des 13. Jahrhunderts.

## Ordensgründung
1263 gründete Boileau unter der Protektion König Ludwigs IX. im Châtelet den laizistischen Orden der Commanderie. Dieser Orden unterhält bis heute Ableger in Deutschland, Österreich, Belgien, Kanada, Spanien, Großbritannien, Italien, den Niederlanden, Monaco, Luxemburg, sowie den Kanalinseln und der Insel Bourbon im Indischen Ozean. Der Schutzpatron besagten Ordens ist der hl. Sergius, der im 3. Jahrhundert einer römischen Patrizierfamilie entstammte. Die Ziele des Ordens bestehen hauptsächlich in der Entwicklung und Pflege freundschaftlicher Beziehungen im sozialen Bereich sowie in Wissenschaft und Kultur; außerdem in der Unterstützung von Einrichtungen und Gruppen im karitativen Bereich.